# Kayky Brito
Kayky Fernandes Brito (São Paulo, 6 de octubre de 1988) es un actor y modelo brasileño, hermano de la también actriz Sthefany Brito. Es reconocido por su interpretación de Zeca y Bernardete/Bernardo en O Beijo do Vampiro y Chocolate con Pimienta respectivamente y Evil-Merodac en la novela bíblica brasileña El rico y Lázaro.

## Biografía
Kayky comenzó actuando en campañas publicitarias en 1997 en la ciudad de São Paulo. Se estrenó como actor en el espectáculo musical Marcelo Marmelo Martelo en 1998 como Caloca. En 1999 se estrenó en SBT, en la novela Chiquititas. En 2002, firmó con la Globo, donde desempeñó el papel de protagonista en O Beijo de Vampiro como Zeca. Tuvo un mayor desafío en Chocolate con Pimienta, donde desempeñó el papel de Bernardete/Bernardo, un chico que fue criado como si fuese una niña. En 2003 participó en el filme Xuxa Abracadabra encarnando al «Gato con Botas». En 2004, participó en la novela Comenzar de Nuevo interpretando a Betinho y al año siguiente apareció en Alma Gemela como Gumercindo. En 2006 interpretó a Nicolás en Cobras & Lagartos. En los años siguientes en Siete Pecados como Xongas (2007) y Tres Hermanas en 2008 como Paulinho, un chico con problemas de carácter. Tuvo una participación en Dicas de um Sedutor y en Casos e Acasos. En 2009, estuvo en el filme Na Rua 401 (En la calle 401).
En la telenovela Passione, desempeñó el papel de Sinval Gouveia. Participó en los filmes Desenrola como Rafa, que se estrenó en enero de 2011, de Rosane Svartman y en Dores, Amores e Assemelhados, del director Ricardo Pinto. En 2011, después de su participación en Passione, su contrato no fue renovado con la TV Globo. En 2011, inició una gira por todo Brasil con la pieza teatral Fica Frio escrita por Mario Bortolotto que cuenta la historia de dos hermanos. Recorriendo varios estados brasileños. En 2012, participó en el filme Finding Josef, una coproducción polaco-brasileña donde dio vida al personaje Nelsinho en joven que vive en la carretera. Ese fue su primer filme rodado en inglés. En 2012, a pesar de tener apenas 23 años, fue seleccionado para interpretar a Jesucristo en la 16º escenificación de la Pasión de Cristo de la ciudad de São Paulo, para un público de 30 000 personas. En 2014, después de 4 años apartado de la TV, vuelve a las novelas en Por Siempre interpretando a uno de los personajes más importantes de la trama Israel el médico-anestesista. En 2016 fue contratado por la Rede Record para su nueva telenovela bíblica El rico y Lázaro en el papel de Evil-Merodac príncipe heredero al trono de Babilonia.

## Filmografía

### Televisión
| Año  | Título                 | Personaje                              |
| ---- | ---------------------- | -------------------------------------- |
| 1999 | Chiquititas            | Fabrício                               |
| 2002 | El beso del vampiro    | Zeca                                   |
| 2003 | Chocolate con pimienta | Bernadete / Bernardo Canto e Mello     |
| 2004 | Começar de Novo        | Beto Gautama Silveira (Betinho)        |
| 2005 | Alma gemela            | Gumercindo                             |
| 2005 | Criança Esperança 2005 | Peter Pan                              |
| 2006 | Cobras & Lagartos      | Nicolas Salgado Munhoz                 |
| 2007 | Siete pecados          | Xongas                                 |
| 2008 | Três Irmãs             | Paulo Fernando Aquila Vulgo (Paulinho) |
| 2010 | Passione               | Sinval Gouveia                         |
| 2013 | Malhação               | Ricardão (Participación Especial)      |
| 2013 | Criança Esperança 2013 | Él mismo                               |
| 2014 | Por siempre            | Israel Pereira                         |
| 2016 | Totalmente Diva        | Reportero (Estrella invitada)          |
| 2017 | El rico y Lázaro       | Evil-Merodac                           |
| 2019 | Los Increibles 90      | Alexandre Candé (Candé)                |
| 2021 | Génesis                | Omar, príncipe de Gerar                |

### Cine
| Año  | Título                       | Personaje      | Nota(s)           |
| ---- | ---------------------------- | -------------- | ----------------- |
| 2003 | Xuxa Abracadabra             | Gato con Botas |                   |
| 2003 | Peter Pan                    | Peter Pan      | Doblaje portugués |
| 2004 | Remissão                     | Augusto        |                   |
| 2006 | El príncipe de los ladrones  | Scipio Massimo | Doblaje portugués |
| 2009 | Dores, Amores e Assemelhados | Gus            |                   |
| 2010 | Desenrola                    | Rafa           |                   |
| 2011 | Incognita                    | Bruno          |                   |
| 2012 | Finding Josef                | Nelsinho       |                   |
| 2016 | Ela è o cara                 |                |                   |
| 2018 | O Candidato Honesto 2        | Protestante    | Cameo             |

## Teatro
| Año     | Título                               | Personaje     |
| ------- | ------------------------------------ | ------------- |
| 1998-99 | Marcelo Marmelo Martelo              | Caloca        |
| 2003    | É o Bicho: A Ordem Natural das Coisa | Pedrinho      |
| 2004    | Vila de São Vicente 472 anos         | Nestor        |
| 2011    | Fica Frio                            | Mauricio      |
| 2012    | Pasion de Cristo de Interlagos       | Jesus Cristo  |
| 2016    | Dois Perdidos Numa Noite Suja        | Paco          |
| 2016    | La Pasion de Cristo - Floriano-PI    | Poncio Pilato |

## Premios y nominaciones
- 2003 - Actor revelación en El beso del vampiro, 5º premio Contigo
- 2003 - Actor Mirim - Mejores del año en TV Globo
- 200.8 - 7º Premio Joven Brasilenho
- 2006- Disney. Aventura- Prêmiacion Internacional

## Enlaces
- KaykyBrito.com

- Datos: Q6380588
- Multimedia: Kayky Brito / Q6380588